# Bonifacio (comes)
Bonifacio (en latín, Bonifacius; m. 432) fue un general y gobernador romano de la diócesis de África. Junto con su rival, Aecio, a veces es llamado «el último de los romanos». 

## Carrera política
Después de la muerte del emperador Honorio en 423, el primicerius notariorum Juan fue proclamado por emperador occidental por los altos funcionarios civiles. Bonifacio, desde África, rechazó reconocerlo y evitó que los abundantes envíos de grano africano alcanzaran Italia. Después de una guerra civil, Juan fue derrocado y Valentiniano III, sobrino de Honorio, fue hecho emperador occidental por el emperador romano del este, Teodosio II. Bonifacio lo apoyó y comenzaron de nuevo los envíos de grano. 
Bajo la influencia de Aecio, Gala Placidia, madre del emperador, condenó a Bonifacio por traición contra el emperador. Temeroso por la probable ejecución, Bonifacio pidió la ayuda de mercenarios vándalos. La tribu entera emigró en masa a África. Sin embargo, cuando llegaron, Bonifacio había recuperado el favor de Placidia, quien le había concedido el título de patricio. Informó a los vándalos que sus servicios ya no eran necesarios, pero en vez de volver a Hispania, se rebelaron y se apoderaron de África. Los vándalos gobernarían la diócesis hasta que Belisario la recobrase en 534 para el Imperio bizantino. 
Bonifacio había sido llamado a Italia antes de que los vándalos hubieran ocupado la provincia; sin embargo, Aecio y su ejército de mercenarios germanos marcharon contra él. El resultado fue la batalla de Rímini (432), que Bonifacio ganó, a pesar de ser mortalmente herido; murió varios meses más tarde  y Aecio se convirtió en el gobernante de hecho del Imperio romano de Occidente.